# Eleições parlamentares europeias de 2004
As eleições parlamentares europeias de 2004 foram realizadas entre 10 a 13 de Junho de 2004 nos 25 Estados-Membros da União Europeia, com o dia das eleições variando de acordo com os costumes locais.
342 milhões de eleitores foram chamados às urnas, sendo este o segundo maior eleitorado democrático no mundo depois da Índia. Foi a maior eleição transnacional directa na História, e os deputados dos 10 novos Estados-membros foram a votos. O novo Parlamento contou com 732 deputados no Parlamento Europeu. 
Os resultados mostraram uma derrota dos partidos governistas e um aumento de representantes dos partidos eurocépticos. A maioria não foi alcançada. O equilíbrio do poder no Parlamento permaneceu o mesmo, apesar dos 10 novos Estados-Membros. A afluência às urnas foi de 45,6%.

## Resultados
| Eleições parlamentares europeias de 2004 - Resultados anunciados em 20 de Julho de 2004 | Eleições parlamentares europeias de 2004 - Resultados anunciados em 20 de Julho de 2004 | Eleições parlamentares europeias de 2004 - Resultados anunciados em 20 de Julho de 2004 | Eleições parlamentares europeias de 2004 - Resultados anunciados em 20 de Julho de 2004 | Eleições parlamentares europeias de 2004 - Resultados anunciados em 20 de Julho de 2004 | Eleições parlamentares europeias de 2004 - Resultados anunciados em 20 de Julho de 2004 | Eleições parlamentares europeias de 2004 - Resultados anunciados em 20 de Julho de 2004 |
| Grupo                                                                                   | Grupo                                                                                   | Ideologia                                                                               | Presidido por                                                                           | MEPs                                                                                    | MEPs                                                                                    | MEPs                                                                                    |
| --------------------------------------------------------------------------------------- | --------------------------------------------------------------------------------------- | --------------------------------------------------------------------------------------- | --------------------------------------------------------------------------------------- | --------------------------------------------------------------------------------------- | --------------------------------------------------------------------------------------- | --------------------------------------------------------------------------------------- |
|                                                                                         | EPP-ED                                                                                  | Democracia cristã, Conservadorismo                                                      | Hans-Gert Pöttering                                                                     | 268                                                                                     |                                                                                         |                                                                                         |
|                                                                                         | PSE                                                                                     | Social-democracia                                                                       | Martin Schulz                                                                           | 200                                                                                     |                                                                                         |                                                                                         |
|                                                                                         | ALDE                                                                                    | Liberalismo                                                                             | Graham Watson                                                                           | 88                                                                                      |                                                                                         |                                                                                         |
|                                                                                         | G–EFA                                                                                   | Ecologismo, Ambientalismo, Regionalismo                                                 | Daniel Cohn-Bendit Monica Frassoni                                                      | 42                                                                                      |                                                                                         |                                                                                         |
|                                                                                         | GUE/NGL                                                                                 | Socialismo, Comunismo, Ecossocialismo                                                   | Francis Wurtz                                                                           | 41                                                                                      |                                                                                         |                                                                                         |
|                                                                                         | ID                                                                                      | Eurocepticismo                                                                          | Jens-Peter Bonde Nigel Farage                                                           | 37                                                                                      |                                                                                         |                                                                                         |
|                                                                                         | UEN                                                                                     | Nacionalismo, Conservadorismo                                                           | Brian Crowley Cristiana Muscardini                                                      | 27                                                                                      |                                                                                         |                                                                                         |
|                                                                                         | NI                                                                                      | Independentes                                                                           | nenhum                                                                                  | 29                                                                                      | Total: 732                                                                              | Fontes:                                                                                 |

## Partido vencedor por País
| País            | Partido | Partido                                               | Votos      | %            | Deputados |
| --------------- | ------- | ----------------------------------------------------- | ---------- | ------------ | --------- |
| Alemanha        |         | União Democrata-Cristã                                | 9 412 997  | 36,5 / 100,0 | 40 / 99   |
| Áustria         |         | Partido Social-Democrata                              | 833 517    | 33,3 / 100,0 | 7 / 18    |
| Bélgica         |         | Democratas-Cristãos e Flamengos                       | 1 131 119  | 17,4 / 100,0 | 4 / 24    |
| Bulgária (2007) |         | Cidadãos pelo Desenvolvimento Europeu da Bulgária     | 420 001    | 21,7 / 100,0 | 5 / 18    |
| Chipre          |         | Aliança Democrática                                   | 94 355     | 28,2 / 100,0 | 2 / 6     |
| Dinamarca       |         | Partido Social-Democrata                              | 618 412    | 32,6 / 100,0 | 5 / 14    |
| Eslováquia      |         | União Democrata-Cristã Eslovaca - Partido Democrático | 119 954    | 17,1 / 100,0 | 3 / 14    |
| Eslovênia       |         | Nova Eslovénia                                        | 102 753    | 23,6 / 100,0 | 2 / 7     |
| Espanha         |         | Partido Socialista Operário Espanhol                  | 6 741 112  | 43,5 / 100,0 | 25 / 54   |
| Estónia         |         | Partido Social-Democrata                              | 85 433     | 36,8 / 100,0 | 3 / 6     |
| Finlândia       |         | Partido da Coligação Nacional                         | 393 084    | 23,7 / 100,0 | 4 / 14    |
| França          |         | Partido Socialista                                    | 4 960 756  | 28,9 / 100,0 | 31 / 74   |
| Grécia          |         | Nova Democracia                                       | 2 633 961  | 43,0 / 100,0 | 11 / 24   |
| Hungria         |         | Fidesz - União Cívica Húngara                         | 1 457 750  | 47,4 / 100,0 | 12 / 24   |
| Irlanda         |         | Fianna Fáil                                           | 524 504    | 29,5 / 100,0 | 4 / 13    |
| Itália          |         | A Oliveira                                            | 10 105 836 | 31,1 / 100,0 | 24 / 78   |
| Letônia         |         | Pela Pátria e Liberdade/LNNK                          | 171 859    | 29,8 / 100,0 | 4 / 9     |
| Lituânia        |         | Partido Trabalhista                                   | 363 931    | 30,2 / 100,0 | 5 / 13    |
| Luxemburgo      |         | Partido Popular Social Cristão                        | 404 823    | 37,1 / 100,0 | 3 / 6     |
| Malta           |         | Partido Trabalhista                                   | 118 983    | 48,4 / 100,0 | 3 / 5     |
| Países Baixos   |         | Apelo Democrata-Cristão                               | 1 164 431  | 24,4 / 100,0 | 7 / 27    |
| Polónia         |         | Plataforma Cívica                                     | 1 467 775  | 24,1 / 100,0 | 15 / 54   |
| Portugal        |         | Partido Socialista                                    | 1 516 001  | 44,5 / 100,0 | 12 / 24   |
| Reino Unido     |         | Partido Conservador                                   | 4 397 090  | 25,9 / 100,0 | 27 / 78   |
| Chéquia         |         | Partido Democrático Cívico                            | 700 942    | 30,0 / 100,0 | 9 / 24    |
| Roménia (2007)  |         | Partido Democrático                                   | 1 476 105  | 28,8 / 100,0 | 13 / 35   |
| Suécia          |         | Partido Social-Democrata                              | 616 963    | 24,6 / 100,0 | 5 / 19    |

## Partidos por Grupos

### Grupo do Partido Popular Europeu - Democratas Europeus (EPP-ED)
| País            | Partido                                               | Deputados | CI.  | Resultado    |
| --------------- | ----------------------------------------------------- | --------- | ---- | ------------ |
| Alemanha        | União Democrata-Cristã                                | 40 / 99   | 1.º  | 36,5 / 100,0 |
| Alemanha        | União Social-Cristã                                   | 9 / 99    | 4.º  | 8,0 / 100,0  |
| Áustria         | Partido Popular Austríaco                             | 6 / 18    | 2.º  | 32,7 / 100,0 |
| Bélgica         | Democratas-Cristãos e Flamengos                       | 3 / 14    | 1.º  | 28,2 / 100,0 |
| Bélgica         | Nova Aliança Flamenga                                 | 1 / 14    | 1.º  | 28,2 / 100,0 |
| Bélgica         | Centro Democrático Humanista                          | 1 / 9     | 3.º  | 15,2 / 100,0 |
| Bélgica         | Partido Social Cristão                                | 1 / 1     | 1.º  | 42,5 / 100,0 |
| Bulgária (2007) | Cidadãos pelo Desenvolvimento Europeu da Bulgária     | 5 / 18    | 1.º  | 21,7 / 100,0 |
| Chipre          | Aliança Democrática                                   | 2 / 6     | 1.º  | 28,2 / 100,0 |
| Chipre          | Democracia Europeia                                   | 1 / 6     | 4.º  | 10,8 / 100,0 |
| Dinamarca       | Partido Popular Conservador                           | 1 / 14    | 3.º  | 11,3 / 100,0 |
| Eslováquia      | União Democrata-Cristã Eslovaca - Partido Democrático | 3 / 14    | 1.º  | 17,1 / 100,0 |
| Eslováquia      | Movimento Democrata Cristão                           | 3 / 14    | 4.º  | 16,2 / 100,0 |
| Eslováquia      | Partido da Coligação Húngara                          | 2 / 14    | 5.º  | 13,2 / 100,0 |
| Eslovênia       | Nova Eslovénia                                        | 2 / 7     | 1.º  | 23,6 / 100,0 |
| Eslovênia       | Partido Democrático Esloveno                          | 2 / 7     | 3.º  | 17,7 / 100,0 |
| Espanha         | Partido Popular                                       | 24 / 54   | 2.º  | 41,2 / 100,0 |
| Estónia         | União Pro Patria e Res Publica                        | 1 / 6     | 4.º  | 10,5 / 100,0 |
| Finlândia       | Partido da Coligação Nacional                         | 4 / 14    | 1.º  | 23,7 / 100,0 |
| França          | União por um Movimento Popular                        | 17 / 78   | 2.º  | 16,6 / 100,0 |
| Grécia          | Nova Democracia                                       | 11 / 24   | 1.º  | 43,0 / 100,0 |
| Hungria         | Fidesz - União Cívica Húngara                         | 12 / 24   | 1.º  | 47,4 / 100,0 |
| Hungria         | Fórum Democrático Húngaro                             | 1 / 24    | 4.º  | 5,3 / 100,0  |
| Irlanda         | Fine Gael                                             | 5 / 13    | 2.º  | 27,8 / 100,0 |
| Itália          | Força Itália                                          | 16 / 78   | 2.º  | 20,9 / 100,0 |
| Itália          | União dos Democratas-Cristãos e de Centro             | 5 / 78    | 5.º  | 5,9 / 100,0  |
| Itália          | União dos Democratas pela Europa                      | 1 / 78    | 12.º | 1,3 / 100,0  |
| Itália          | Partido dos Pensionistas                              | 5 / 13    | 14.º | 1,2 / 100,0  |
| Itália          | Partido Popular Sul Tirolês                           | 5 / 13    | 21.º | 0,5 / 100,0  |
| Letônia         | Partido da Nova Era                                   | 2 / 9     | 2.º  | 19,7 / 100,0 |
| Letônia         | Partido Popular                                       | 1 / 9     | 4.º  | 6,7 / 100,0  |
| Lituânia        | União da Pátria - Democratas-Cristãos                 | 2 / 13    | 3.º  | 12,6 / 100,0 |
| Luxemburgo      | Partido Popular Social Cristão                        | 3 / 6     | 1.º  | 37,1 / 100,0 |
| Malta           | Partido Nacionalista                                  | 2 / 5     | 2.º  | 39,8 / 100,0 |
| Países Baixos   | Apelo Democrata-Cristão                               | 7 / 27    | 1.º  | 24,4 / 100,0 |
| Polónia         | Plataforma Cívica                                     | 15 / 54   | 1.º  | 24,1 / 100,0 |
| Polónia         | Partido Popular da Polónia                            | 4 / 54    | 7.º  | 6,3 / 100,0  |
| Portugal        | Partido Social Democrata                              | 7 / 24    | 2.º  | 33,3 / 100,0 |
| Portugal        | CDS – Partido Popular                                 | 2 / 24    | 2.º  | 33,3 / 100,0 |
| Reino Unido     | Partido Conservador                                   | 27 / 75   | 1.º  | 26,7 / 100,0 |
| Reino Unido     | Partido Unionista do Ulster                           | 1 / 3     | 3.º  | 16,6 / 100,0 |
| Chéquia         | Partido Democrático Cívico                            | 9 / 24    | 1.º  | 30,0 / 100,0 |
| Chéquia         | SNK Democratas Europeus                               | 3 / 24    | 3.º  | 11,0 / 100,0 |
| Chéquia         | União Cristã e Democrata - Partido Popular            | 2 / 24    | 4.º  | 9,6 / 100,0  |
| Roménia (2007)  | Partido Democrático                                   | 13 / 35   | 1.º  | 28,8 / 100,0 |
| Roménia (2007)  | Partido Liberal Democrata                             | 3 / 35    | 4.º  | 7,8 / 100,0  |
| Roménia (2007)  | União Democrática dos Húngaros na Roménia             | 2 / 35    | 5.º  | 5,5 / 100,0  |
| Suécia          | Partido Moderado                                      | 4 / 19    | 2.º  | 18,3 / 100,0 |
| Suécia          | Democratas Cristãos                                   | 1 / 19    | 8.º  | 5,7 / 100,0  |

### Grupo do Partido Socialista Europeu (PSE)
| País            | Partido                                   | Deputados | CI. | Resultado    |
| --------------- | ----------------------------------------- | --------- | --- | ------------ |
| Alemanha        | Partido Social-Democrata                  | 23 / 99   | 2.º | 21,5 / 100,0 |
| Áustria         | Partido Social-Democrata                  | 7 / 18    | 1.º | 33,3 / 100,0 |
| Bélgica         | Partido Socialista - Diferente            | 3 / 14    | 4.º | 17,8 / 100,0 |
| Bélgica         | Partido Socialista                        | 4 / 9     | 1.º | 36,1 / 100,0 |
| Bulgária (2007) | Partido Socialista Búlgaro                | 5 / 18    | 2.º | 21,4 / 100,0 |
| Dinamarca       | Partido Social-Democrata                  | 5 / 14    | 1.º | 32,6 / 100,0 |
| Eslováquia      | Direção - Social-Democracia               | 3 / 14    | 3.º | 16,9 / 100,0 |
| Eslovênia       | Social-Democratas                         | 1 / 7     | 4.º | 14,2 / 100,0 |
| Espanha         | Partido Socialista Operário Espanhol      | 24 / 54   | 1.º | 43,5 / 100,0 |
| Estónia         | Partido Social-Democrata                  | 3 / 6     | 1.º | 36,8 / 100,0 |
| Finlândia       | Partido Social-Democrata                  | 3 / 14    | 3.º | 21,2 / 100,0 |
| França          | Partido Socialista                        | 31 / 78   | 1.º | 28,9 / 100,0 |
| Grécia          | Movimento Socialista Pan-helénico         | 8 / 24    | 2.º | 34,0 / 100,0 |
| Hungria         | Partido Socialista Húngaro                | 9 / 24    | 2.º | 34,3 / 100,0 |
| Irlanda         | Partido Trabalhista                       | 1 / 13    | 4.º | 10,5 / 100,0 |
| Itália          | Democratas de Esquerda                    | 12 / 78   | 1.º | 31,1 / 100,0 |
| Itália          | Socialistas Democráticos Italianos        | 2 / 78    | 1.º | 31,1 / 100,0 |
| Itália          | Independente                              | 2 / 78    | 1.º | 31,1 / 100,0 |
| Lituânia        | Partido Social Democrata                  | 2 / 13    | 2.º | 14,4 / 100,0 |
| Luxemburgo      | Partido Operário Socialista do Luxemburgo | 1 / 6     | 2.º | 22,1 / 100,0 |
| Malta           | Partido Trabalhista                       | 3 / 5     | 1.º | 48,4 / 100,0 |
| Países Baixos   | Partido do Trabalho                       | 7 / 27    | 2.º | 23,6 / 100,0 |
| Polónia         | Aliança da Esquerda Democrática           | 5 / 54    | 5.º | 9,4 / 100,0  |
| Polónia         | Social-democracia da Polónia              | 3 / 54    | 8.º | 5,3 / 100,0  |
| Portugal        | Partido Socialista                        | 12 / 24   | 1.º | 44,5 / 100,0 |
| Reino Unido     | Partido Trabalhista                       | 19 / 75   | 2.º | 22,6 / 100,0 |
| Chéquia         | Partido Social-Democrata                  | 2 / 24    | 5.º | 8,8 / 100,0  |
| Roménia (2007)  | Partido Social-Democrata                  | 10 / 35   | 2.º | 23,1 / 100,0 |
| Suécia          | Partido Social-Democrata                  | 5 / 19    | 1.º | 24,6 / 100,0 |

### Grupo da Aliança dos Democratas e Liberais pela Europa (ELDR)
| País            | Partido                                           | Deputados | CI.  | Resultado    |
| --------------- | ------------------------------------------------- | --------- | ---- | ------------ |
| Alemanha        | Partido Democrático Liberal                       | 7 / 99    | 6.º  | 6,1 / 100,0  |
| Bélgica         | Liberais e Democratas Flamengos                   | 3 / 14    | 3.º  | 21,9 / 100,0 |
| Bélgica         | Movimento Reformador                              | 3 / 9     | 2.º  | 27,6 / 100,0 |
| Bulgária (2007) | Movimento pelos Direitos e Liberdades             | 4 / 18    | 3.º  | 20,3 / 100,0 |
| Bulgária (2007) | Movimento Nacional Simeão II                      | 1 / 18    | 5.º  | 6,3 / 100,0  |
| Chipre          | Partido Democrata                                 | 1 / 6     | 3.º  | 17,1 / 100,0 |
| Dinamarca       | Venstre-Partido Liberal da Dinamarca              | 3 / 14    | 2.º  | 19,4 / 100,0 |
| Dinamarca       | Partido Social-Liberal                            | 1 / 14    | 7.º  | 6,4 / 100,0  |
| Eslovênia       | Democracia Liberal da Eslovénia                   | 2 / 7     | 2.º  | 21,9 / 100,0 |
| Espanha         | Convergência Democrática da Catalunha             | 1 / 54    | 3.º  | 5,2 / 100,0  |
| Espanha         | Partido Nacionalista Basco                        | 1 / 54    | 3.º  | 5,2 / 100,0  |
| Estónia         | Partido do Centro Estónio                         | 1 / 6     | 2.º  | 17,5 / 100,0 |
| Estónia         | Partido Reformista Estónio                        | 1 / 6     | 3.º  | 12,2 / 100,0 |
| Finlândia       | Partido do Centro                                 | 4 / 14    | 2.º  | 23,4 / 100,0 |
| Finlândia       | Partido Popular Sueco da Finlândia                | 1 / 14    | 6.º  | 5,7 / 100,0  |
| França          | União pela Democracia Francesa                    | 11 / 78   | 3.º  | 12,0 / 100,0 |
| Hungria         | Aliança dos Democratas Liberais - Partido Liberal | 2 / 24    | 3.º  | 7,7 / 100,0  |
| Irlanda         | Marian Harkin (Independente)                      | 1 / 13    |      |              |
| Itália          | Democracia e Liberdade - A Margarida              | 7 / 78    | 1.º  | 31,1 / 100,0 |
| Itália          | Movimento Republicano Europeu                     | 1 / 78    | 1.º  | 31,1 / 100,0 |
| Itália          | Lista Bonino                                      | 2 / 78    | 9.º  | 2,3 / 100,0  |
| Itália          | Itália de Valores                                 | 2 / 78    | 10.º | 2,1 / 100,0  |
| Letônia         | Via Letã                                          | 1 / 9     | 5.º  | 6,6 / 100,0  |
| Lituânia        | Partido Trabalhista                               | 5 / 13    | 1.º  | 30,2 / 100,0 |
| Lituânia        | União Centrista e Liberal                         | 2 / 13    | 4.º  | 11,2 / 100,0 |
| Luxemburgo      | Partido Democrata                                 | 1 / 6     | 4.º  | 14,9 / 100,0 |
| Países Baixos   | Partido Popular para a Liberdade e Democracia     | 4 / 27    | 3.º  | 13,2 / 100,0 |
| Países Baixos   | Democratas 66                                     | 1 / 27    | 8.º  | 4,3 / 100,0  |
| Polónia         | União pela Liberdade                              | 4 / 54    | 6.º  | 7,3 / 100,0  |
| Reino Unido     | Liberal Democratas                                | 12 / 78   | 4.º  | 14,9 / 100,0 |
| Roménia (2007)  | Partido Nacional Liberal                          | 6 / 35    | 3.º  | 13,4 / 100,0 |
| Suécia          | Partido Popular Liberal                           | 2 / 19    | 5.º  | 9,9 / 100,0  |
| Suécia          | Partido do Centro                                 | 1 / 19    | 6.º  | 6,3 / 100,0  |

### Grupo dos Verdes/Aliança Livre Europeia (G-EFA)
| País           | Partido                                 | Deputados | CI.                | Resultado          |
| -------------- | --------------------------------------- | --------- | ------------------ | ------------------ |
| Alemanha       | Aliança 90/Os Verdes                    | 13 / 99   | 3.º                | 11,9 / 100,0       |
| Áustria        | Os Verdes - Alternativa Verde           | 2 / 18    | 4.º                | 12,9 / 100,0       |
| Bélgica        | Groen                                   | 1 / 14    | 5.º                | 8,0 / 100,0        |
| Bélgica        | Ecolo                                   | 1 / 9     | 4.º                | 9,8 / 100,0        |
| Dinamarca      | Partido Popular Socialista              | 1 / 14    | 5.º                | 8,0 / 100,0        |
| Espanha        | Iniciativa pela Catalunha Verdes        | 1 / 54    | 4.º                | 4,2 / 100,0        |
| Espanha        | Esquerda Republicana da Catalunha       | 1 / 54    | 5.º                | 2,5 / 100,0        |
| Espanha        | Os Verdes                               | 1 / 54    | nas listas do PSOE | nas listas do PSOE |
| Finlândia      | Aliança dos Verdes                      | 1 / 14    | 4.º                | 10,4 / 100,0       |
| França         | Os Verdes                               | 6 / 78    | 5.º                | 7,4 / 100,0        |
| Itália         | Federação dos Verdes                    | 2 / 78    | 7.º                | 2,5 / 100,0        |
| Letônia        | Pelos Direitos Humanos na Letónia Unida | 1 / 9     | 3.º                | 10,7 / 100,0       |
| Luxemburgo     | Os Verdes                               | 1 / 6     | 3.º                | 15,0 / 100,0       |
| Países Baixos  | Esquerda Verde                          | 2 / 27    | 4.º                | 7,4 / 100,0        |
| Países Baixos  | Europa Transparente                     | 2 / 27    | 5.º                | 7,3 / 100,0        |
| Reino Unido    | Partido Verde                           | 2 / 75    | 5.º                | 5,8 / 100,0        |
| Reino Unido    | Partido Nacional Escocês                | 2 / 75    | 7.º                | 1,4 / 100,0        |
| Reino Unido    | Plaid Cymru                             | 1 / 75    | 8.º                | 1,0 / 100,0        |
| Roménia (2007) | László Tőkés (Independente)             | 1 / 35    | 8.º                | 3,4 / 100,0        |
| Suécia         | Partido Verde                           | 1 / 19    | 7.º                | 6,0 / 100,0        |

### Grupo da Esquerda Unitária Europeia/Esquerda Nórdica Verde  (GUE/NGL)
| País          | Partido                                  | Deputados | CI. | Resultado    |
| ------------- | ---------------------------------------- | --------- | --- | ------------ |
| Alemanha      | Partido do Socialismo Democrático        | 7 / 99    | 5.º | 6,1 / 100,0  |
| Chipre        | Partido Progressista do Povo Trabalhador | 2 / 6     | 2.º | 27,9 / 100,0 |
| Dinamarca     | Movimento Popular contra a UE            | 1 / 14    | 8.º | 5,2 / 100,0  |
| Espanha       | Esquerda Unida                           | 1 / 54    | 4.º | 4,2 / 100,0  |
| Finlândia     | Aliança de Esquerda                      | 1 / 14    | 5.º | 9,1 / 100,0  |
| França        | Partido Comunista Francês                | 3 / 78    | 7.º | 5,9 / 100,0  |
| Grécia        | Partido Comunista da Grécia              | 3 / 24    | 3.º | 9,5 / 100,0  |
| Grécia        | Synaspismós                              | 1 / 24    | 4.º | 4,2 / 100,0  |
| Irlanda       | Sinn Féin                                | 1 / 13    | 3.º | 11,1 / 100,0 |
| Itália        | Partido da Refundação Comunista          | 5 / 78    | 4.º | 6,1 / 100,0  |
| Itália        | Partido dos Comunistas Italianos         | 2 / 78    | 8.º | 2,4 / 100,0  |
| Países Baixos | Partido Socialista                       | 2 / 27    | 6.º | 7,0 / 100,0  |
| Portugal      | Partido Comunista Português              | 2 / 24    | 3.º | 9,1 / 100,0  |
| Portugal      | Bloco de Esquerda                        | 1 / 24    | 4.º | 4,9 / 100,0  |
| Reino Unido   | Sinn Féin                                | 1 / 3     | 2.º | 26,3 / 100,0 |
| Chéquia       | Partido Comunista da Boêmia e Morávia    | 6 / 24    | 2.º | 20,3 / 100,0 |
| Suécia        | Partido da Esquerda                      | 2 / 19    | 4.º | 12,8 / 100,0 |

### Grupo da Independência/Democracia (ID)
| País          | Partido                                 | Deputados | CI. | Resultado    |
| ------------- | --------------------------------------- | --------- | --- | ------------ |
| Dinamarca     | Movimento de Junho                      | 1 / 14    | 4.º | 9,1 / 100,0  |
| França        | Movimento pela França                   | 3 / 78    | 6.º | 6,7 / 100,0  |
| Grécia        | Concentração Popular Ortodoxa           | 1 / 24    | 5.º | 4,1 / 100,0  |
| Irlanda       | Kathy Sinnott (Independente)            | 1 / 13    |     |              |
| Itália        | Liga Norte                              | 4 / 78    | 6.º | 5,0 / 100,0  |
| Países Baixos | Partido Político Reformado              | 1 / 27    | 7.º | 5,9 / 100,0  |
| Países Baixos | União Cristã                            | 1 / 27    | 7.º | 5,9 / 100,0  |
| Polónia       | Liga das Famílias Polacas               | 10 / 54   | 2.º | 15,9 / 100,0 |
| Reino Unido   | Partido de Independência do Reino Unido | 11 / 75   | 3.º | 16,1 / 100,0 |
| Chéquia       | Democratas Independentes                | 1 / 24    | 6.º | 8,2 / 100,0  |
| Suécia        | Lista de Junho                          | 3 / 19    | 3.º | 14,5 / 100,0 |

### Grupo da União pela Europa das Nações (UEN)
| País      | Partido                                    | Deputados | CI. | Resultado    |
| --------- | ------------------------------------------ | --------- | --- | ------------ |
| Dinamarca | Partido Popular Dinamarquês                | 1 / 14    | 6.º | 6,8 / 100,0  |
| Itália    | Aliança Nacional                           | 9 / 78    | 3.º | 11,5 / 100,0 |
| Letônia   | Pela Pátria e Liberdade/LNNK               | 4 / 9     | 1.º | 29,8 / 100,0 |
| Lituânia  | União dos Camponeses e dos Verdes Lituanos | 1 / 13    | 5.º | 7,4 / 100,0  |
| Lituânia  | Partido Liberal Democrático                | 1 / 13    | 6.º | 6,8 / 100,0  |
| Polónia   | Lei e Justiça                              | 7 / 54    | 3.º | 12,7 / 100,0 |

### Grupo dos Não-Inscritos (NI)
| País            | Partido                                  | Deputados | CI.  | Resultado    |
| --------------- | ---------------------------------------- | --------- | ---- | ------------ |
| Áustria         | Lista Hans Peter Martin                  | 2 / 18    | 3.º  | 14,0 / 100,0 |
| Áustria         | Partido da Liberdade da Áustria          | 1 / 18    | 5.º  | 6,3 / 100,0  |
| Bélgica         | Vlaams Belang                            | 3 / 14    | 2.º  | 23,2 / 100,0 |
| Bulgária (2007) | União Nacional Ataque                    | 3 / 18    | 4.º  | 14,2 / 100,0 |
| Eslováquia      | Movimento por uma Eslováquia Democrática | 3 / 14    | 2.º  | 17,0 / 100,0 |
| França          | Frente Nacional                          | 7 / 78    | 4.º  | 9,8 / 100,0  |
| Itália          | Novo Partido Socialista                  | 2 / 78    | 11.º | 2,0 / 100,0  |
| Itália          | Alternativa Social                       | 1 / 78    | 13.º | 1,2 / 100,0  |
| Itália          | Chama Tricolor                           | 1 / 78    | 15.º | 0,7 / 100,0  |
| Polónia         | Autodefesa da República da Polônia       | 6 / 54    | 4.º  | 10,8 / 100,0 |
| Reino Unido     | Partido de Independência do Reino Unido  | 1 / 75    | 3.º  | 16,1 / 100,0 |
| Reino Unido     | Partido Unionista Democrático            | 1 / 3     | 1.º  | 31,9 / 100,0 |
| Chéquia         | Democratas Independentes                 | 1 / 24    | 6.º  | 8,2 / 100,0  |